# Álex López Morón
Álex López Morón (Barcellona, 28 novembre 1970) è un ex tennista spagnolo.